# Kyrkön
Kyrkön är ett naturreservat och en ö i Ljusnan i Järvsö i Ljusdals kommun i Hälsingland.
Kyrkön ligger i Ljusnan där denna flyter genom Järvsö. Ön är cirka 900 meter lång och cirka 250 meter bred på det bredaste stället. Den är en del av en rullstensås, som går ut i Ljusnan och omflyts av älven. Ön har fått sitt namn av att Järvsö församling haft sin kyrka på öns norra del sedan medeltiden. Den nuvarande kyrkan färdigställdes 1838, då den ersatte en medeltida kyrka som blivit för liten.

## Naturen

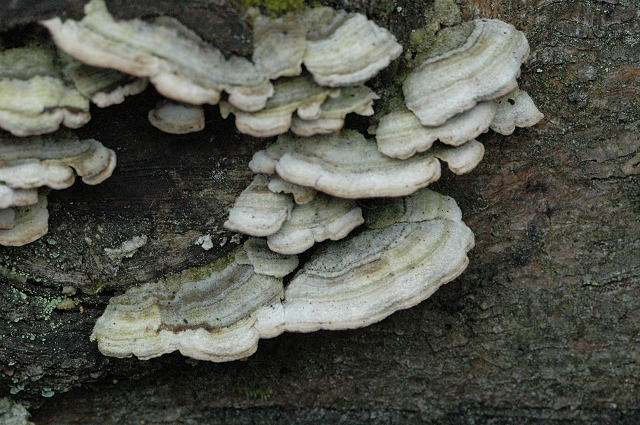
Violticka

Ön är intressant även för sin natur. På den branta östsluttningen finns ett bestånd med flerhundraåriga tallar, och i söder finns äldre tall- och granbestånd, samt delvis lundartad natur. På de gamla träden trivs även många svamparter, som t.ex. rosenticka och violticka.

Sedan 1971 är 5,5 hektar av Kyrköns östsida och sydliga del naturreservat, där även anlagd vandringsstig finns.
Ön är förbunden med Ljusnans västra strand med en bro.